# YLGL LABEL
YLGL LABEL (původně Yllegal label) je československá rapová skupina působící od září 2015, která vznikla uskupením několika nezávislých rapperů z Prahy a jejího okolí.
Později se hudební skupina rozpadla (2018) a zůstali jen 2 stávající členové, kteří tvoří nadále.
YOUTUBE CHANNEL : https://www.youtube.com/channel/UC25FMZAzzNkLntyujzYK4zQ

## Současní členové

### Massiwe Rollgram alias MSSW
Rapper, textař a zakladatel skupiny YLGL LABEL 
začal v roce 2009 s freestyle rapem, v roce 2014 zavítal do pražského klubu MeetFactory, kde si ho v pozdější době všiml producent DJ B-FreE,  
který v té době působil ve FREETV LABELU a nabídl mu spolupráci ve FREETV, ve kterým působil do jeho rozpadu. 
Na  produkci DJ Bfreeho také nahrál první věc v červnu roku 2015 s názvem KOLEM SEBE, který byl nahrán v Unbeatable Records. V květnu roku 2015, začal rozjíždět projekt zvaný YLGL LABEL (YLEGÁL). Postupem doby si všiml Lucase a nabídnul mu spolupráci trackem Parkový Doby, na kterým se podílel videoklipem člověk zvaný DepresMuzik. 
Spolupráce  sedla a tak začali s dalšími projekty.
"Velkým osobním úspěchem "  je, že se přihlásil do soutěže End of the Weak , kde se dostal jako nejmladší účastník do finále.
Odstupem času byl pozván na spolupráci od Justin Case na společný projekt s producentem Maměn - MOJE GUNJA
Po rozpadu hudební skupiny začal tvořit sólo pod jménem Mssw. 
V Roce 2021 vydal své první internetové EP s názvem PROTIPROUDU, které vznikalo ve spolupráci s DJ Bfree v nahrávacím studiu Dirty Soundz.

### Lucaso
začal rapovat v létech 2008-2009 pod pseudonymem "Freestyle MC" . Ale už jako děcko zkoušel psát vlastní texty, a zajímal se o rap.  Nejvíc ho v mladém věku ovlivnila tvorba raperů, jako je Eminem.  Z cz scény, skupina Chaozz, PSH. Pak později tvorba RESTa a FATEa, která ho donutila se více zaměřit na rapové texty.  
"Vše začalo, když mě jeden můj kamarád, seznámil s producentem, který si říká ICB,dnes Icebeats,člen YLGL-LABELU. Který mě vzal hned po seznámení, do klubu Confession a já zkoušel dávat i beat box,seznámil mě s lidmi, kteří také tvořili podobné věci, rap, produkci,atd. Někteří měli i vlastní studio. Ale pocity mě vedli k psaní textů a trénování freestyle rapu.  Poprvé před lidmi, v klubu červ na palmovce, kde byly pravidelný takovýhle akce,každou středu, kde mladý mcs, měli možnost si potrénovat svoje skillz. Trénink se odehrával i v klubu Chapeau Rouge kde jsem absolvoval soutěž v nonstop rapování -27hodin, za doprovodu několika djs, mcs,roku 2010.  Doma mám schovaný i diplom, který jsem na té soutěži získal. Rok 2015 přišel ještě větší zlom, kdy jsem se setkal s mladým raperem, který si říká -Massiwe Rollgram(zakladatel Ylegal labelu). O cca 3-4měsíce později, vznikla první společná pecka s názvem-Parkový Doby, která se spolu s videoklipem od Deprezz Music dostala do povědomí lidí a zaznamenala úspěch.  Po společných názorech,sme si sedli i jako dobrý kamarádi a stal jsem se členem, jeho labelu." 

## Dřívější členové skupiny

### Dj VI75 alias Linorman
Je pražský DJ, který se věnuje hraní už 7 let. Ze začátku to nebylo tak vážné spíše soukromé vlastní akce. Postupem času se ale techniky hraní zlepšovaly a byl pozván na akce s větší návštěvností. V roce 2010 byla 6mesíční pauza kvůli vážné nehodě na motorce. Dále hrál jako parta kamarádů byly 3 v crew ,jenže jak to už bývá přišla zrada udělali si vlastní crew o dvou členech a VI75(dříve Witt) zůstal jak se říká na ocet,todle se stalo v roce 2012. Následovala roční pauza kdy nebyla nálada ani motivace. V roce 2013 poznal DJ Raa. o a DJ MILO ti ho seznámili s hraním na gramofony a naučili jiné technice mixování. Díky těmto dvou DJs se dostal na akci VHT a Go-On a tam se seznámil s DJ TGT,Michael Biedermaier a s DJ marky P(tzv. dvanáctipalec). Proplouval House party. House hraje i dnes na akcích stejně jako trap,a hlavně hip-hop a rap a scratch. Dnes působí jako DJ Linorman pro známého rappera a bývalého člena Milion+ a YZO EMPIRE -  Lvcas Dope.

### Mc Lionell alias Bohuš DLM
začal rapovat v roku 1996, pod pseudonymem "Psyché" spolu s "Mc Yzé".  Za jeho skoro až 20letý kontakt s hiphopem, přispel nemalým množstvím nahrávek videoklipů, koncertů, či práce v nahrávacím studiu. Za zmínku stoji singl - Československý rap/Neskoro v noci, DLM a Ash721 s Dj Emmit/ Krákalla 2001) V roku 2010 se spolu s 75 mcs stal držitelem českého rekordu v nejdelším nonstop rapovaní. Dále debutová deska Dlm Manifest, kterou vydal prostřednictvím ostravského labelu Repromanifest(2011) nebo diss proti politikovi Ondrejovi Liškovi, který částečně sestřihaný odvysílala Česká televize v pořadu 168 hodin (2013).  V roku 2016 Bohuš ukončil působení pod tímto uměleckým jménem a začal vystupovat pod jménem Lionell, jeho hlavní tvorba se skládá z rapu a případně raegee. 

### SeiNys
Aktivní roky: od 2015 po současnost  
44 ENTERPRISE  
Nejznámější počin: JEDNA MÍSTNOST  
vydaná pod YT 44ENT.  
https://www.youtube.com/watch?v=J6RB32nP7Ig